# Saint Géry-Vers
Saint Géry-Vers é uma comuna francesa na região administrativa da Occitânia, no departamento de Lot. Estende-se por uma área de 31.52 km², e possui 878 habitantes, segundo o censo de 2018, com uma densidade de 28 hab/km².
Foi criada, em 1 de janeiro de 2017, a partir da fusão das antigas comunas de Saint-Géry e Vers.